# Sofia Kenin
Sofia Anna «Sonya» Kenin (Moscou, Rússia 14 de novembre de 1998) és una jugadora de tennis estatunidenca d'origen rus, guanyadora de l'Open d'Austràlia 2020.
En el seu palmarès hi ha cinc títols individuals i dos més en dobles. Destaca el títol individual d'Open d'Austràlia 2020, que va guanyar només amb 21 anys. Va tenir una trajectòria júnior molt prometedora guanyar diversos títols importants que li van permetre debutar al Top 100 del rànquing sent menor d'edat, posteriorment va arribar al quart lloc del rànquing individual, i al 31 del rànquing de dobles.

## Biografia
Filla d'Alexander i Svetlana Kenin, va néixer a Moscou però la seva família es va traslladar als Estats Units pocs mesos després de néixer. Els seus pares ja havien abandonat la Unió Soviètica per anar a viure a Nova York l'any 1987, però van tornar a Rússia pel seu naixement.
Va començar a jugar a tennis amb cinc anys i a causa del seu potencial, i l'entrenador Rick Macci es va interessar en entrenar-la, però es van haver de traslladar a Florida. El seu pare va ser el seu entrenador principal però Macci es va encarregar de la seva formació fins als dotze anys, llavors va treballar amb Nick Bollettieri. Amb catorze anys ja va debutar al circuit ITF i l'any següent ja va rebre una invitació per disputar el US Open 2015 en el circuit professional. Un any després ja va començar a guanyar els primers títols del circuit ITF i va avançar fins al Top 200 del rànquing.

## Torneigs de Grand Slam

### Individual: 2 (1−1)
| Resultat   | Núm. | Any  | Torneig          | Oponent          | Marcador      |
| ---------- | ---- | ---- | ---------------- | ---------------- | ------------- |
| Guanyadora | 1.   | 2020 | Open d'Austràlia | Garbiñe Muguruza | 4−6, 6−2, 6−2 |
| Finalista  | 1.   | 2020 | Roland Garros    | Iga Świątek      | 4−6, 1−6      |

## Palmarès

### Individual: 10 (5−5)
| 2009 − 2020             | Després de 2021 |
| ----------------------- | --------------- |
| Grand Slam (1−1)        |                 |
| WTA Finals (0−0)        |                 |
| Premier Mandatory (0−0) | WTA 1000 (0−0)  |
| Premier 5 (0−0)         | WTA 1000 (0−0)  |
| Premier (0−0)           | WTA 500 (0−3)   |
| International (4−1)     | WTA 250 (0−0)   |

| Títols per superfície |
| --------------------- |
| Dura (4−3)            |
| Gespa (1−0)           |
| Terra batuda (1−2)    |

| Resultat   | Núm. | Data                   | Torneig                     | Superfície   | Oponent            | Marcador            |
| ---------- | ---- | ---------------------- | --------------------------- | ------------ | ------------------ | ------------------- |
| Guanyadora | 1.   | 12 de gener de 2019    | Hobart, Austràlia           | Dura         | A.K. Schmiedlová   | 6−3, 6−0            |
| Finalista  | 1.   | 2 de març de 2019      | Acapulco, Mèxic             | Dura         | Wang Yafan         | 6−2, 3−6, 6−7       |
| Guanyadora | 2.   | 23 de juny de 2019     | Mallorca, Espanya           | Gespa        | Belinda Bencic     | 6−7(2), 7−6(5), 6−4 |
| Guanyadora | 3.   | 21 de setembre de 2019 | Canton, Xina                | Dura         | Samantha Stosur    | 6−7(4), 6−4, 6−2    |
| Guanyadora | 4.   | 2 de febrer de 2020    | Open d'Austràlia, Austràlia | Dura         | Garbiñe Muguruza   | 4−6, 6−2, 6−2       |
| Guanyadora | 5.   | 8 de març de 2020      | Lió, França                 | Dura (i)     | Anna-Lena Friedsam | 6−2, 4−6, 6−4       |
| Finalista  | 2.   | 11 d'octubre de 2020   | Roland Garros, França       | Terra batuda | Iga Świątek        | 4−6, 1−6            |
| Finalista  | 3.   | 16 de setembre de 2023 | San Diego, Estats Units     | Dura         | Barbora Krejčíková | 4−6, 6−2, 4−6       |
| Finalista  | 4.   | 27 d'octubre de 2024   | Tôquio, Japó                | Dura         | Zheng Qinwen       | 6−7(5), 3−6         |
| Finalista  | 5.   | 6 d'abril de 2025      | Charleston, Estats Units    | Terra batuda | Jessica Pegula     | 3−6, 5−7            |

### Dobles femenins: 5 (4−1)
| 2009 − 2020             | Després de 2021 |
| ----------------------- | --------------- |
| Grand Slam (0−0)        |                 |
| WTA Finals (0−0)        |                 |
| Premier Mandatory (1−0) | WTA 1000 (1−0)  |
| Premier 5 (0−0)         | WTA 1000 (1−0)  |
| Premier (0−0)           | WTA 500 (1−1)   |
| International (1−0)     | WTA 250 (0−0)   |

| Títols per superfície |
| --------------------- |
| Dura (4−1)            |
| Gespa (0−0)           |
| Terra batuda (0−0)    |

| Resultat   | Núm. | Data                 | Torneig                        | Superfície | Parella               | Oponents                           | Marcador            |
| ---------- | ---- | -------------------- | ------------------------------ | ---------- | --------------------- | ---------------------------------- | ------------------- |
| Guanyadora | 1.   | 6 de gener de 2019   | Auckland, Nova Zelanda         | Dura       | Eugenie Bouchard      | Paige Hourigan Taylor Townsend     | 1−6, 6−1, [10−7]    |
| Guanyadora | 2.   | 6 d'octubre de 2019  | Pequín, Xina                   | Dura       | Bethanie Mattek-Sands | Jeļena Ostapenko Daiana Iastremska | 6−3, 6−7(5), [10−7] |
| Guanyadora | 3.   | 11 de febrer de 2024 | Abu Dhabi, Emirats Àrabs Units | Dura       | Bethanie Mattek-Sands | Linda Nosková Heather Watson       | 6−4, 7−6(4)         |
| Guanyadora | 4.   | 31 de març de 2024   | Miami, Estats Units            | Dura       | Bethanie Mattek-Sands | Gabriela Dabrowski Erin Routliffe  | 4−6, 7−6(5), [11−9] |
| Finalista  | 1.   | 26 de juliol de 2025 | Washington DC, Estats Units    | Dura       | Caroline Dolehide     | Taylor Townsend Zhang Shuai        | 1−6, 1−6            |

## Trajectòria

### Individual
| Open d'Austràlia | A   | A   | A   | 1R    | 2R    | G           | 2R          | 1R          | 1R | 1R | 1 / 7    | 9 – 6    |
| Roland Garros | A   | A   | A   | 1R    | 4R    | F           | 4R          | A           |    | 3R | 0 / 5    | 14 – 5   |
| Wimbledon | A   | A   | Q1  | 2R    | 2R    | NC          | 2R          | A           | 3R |    | 0 / 4    | 5 – 4    |
| US Open | 1R  | 1R  | 3R  | 3R    | 3R    | 4R          | A           | 1R          | 2R |    | 0 / 8    | 10 – 8   |
| WTA Finals | A   | A   | A   | A     | RR    | NC          | A           | A           |    |    | 0 / 1    | 0 – 1    |
| WTA Elite Trophy | A   | A   | A   | A     | RR    | No celebrat | No celebrat | No celebrat |    |    | 0 / 1    | 1 – 1    |
| Total Victòries−Derrotes | 0−1 | 0−1 | 3−3 | 17−16 | 49−23 | 24−9        | 10−10       | 4−13        |    |    | 112 – 82 | 112 – 82 |
| Rànquing a final d'any | 620 | 212 | 108 | 52    | 14    | 4           | 12          | 235         |    |    |          |          |
| Llegenda: G: Guanyadora; F: Finalista; SF: Semifinalista; QF: Quarts de final; Q: Qualificació; A: Absent; RR: Round Robin; |     |     |     |       |       |             |             |             |    |    |          |          |

### Dobles femenins
| Open d'Austràlia | A   | A   | 1R    | 3R   | 1R  | 1R | 1R | 1R | 0 / 6   | 2 – 6   |
| Roland Garros | A   | A   | 2R    | QF   | A   | A  |    |    | 0 / 2   | 4 – 2   |
| Wimbledon | A   | 2R  | 1R    | NC   | 1R  | A  |    |    | 0 / 3   | 1 – 3   |
| US Open | A   | 1R  | 1R    | 2R   | A   | 1R | 1R |    | 0 / 5   | 1 – 5   |
| Total Victòries−Derrotes | 0−2 | 3−4 | 12−12 | 14−8 | 3−6 |    |    |    | 32 – 34 | 32 – 34 |
| Rànquing a final d'any | 237 | 138 | 39    | 34   | 108 |    |    |    |         |         |
| Llegenda: G: Guanyadora; F: Finalista; SF: Semifinalista; QF: Quarts de final; Q: Qualificació; A: Absent; RR: Round Robin; |     |     |       |      |     |    |    |    |         |         |

## Guardons
- WTA Player of the Year (2020)
- WTA Most Improved Player of the Year (2019)